# 三田村善衛
三田村 善衛（みたむら よしえ、1953年4月15日 - ）は、日本の音楽評論家、レコードコレクター、骨董コレクター、小林麻美のファン倶楽部「新女神子の会」会長、福井県路上観察倶楽部会長。福井県越前市（旧・武生市）出身。立命館大学卒。愛車は英国車の赤いローバーミニ。

## 人物

### 音楽評論家として
正式な音楽誌デビューは「ロッキング・オン」と言われており、初期の「ロッキング・オン」誌で、Queenなどについての稚拙な文章が確認されている。
関西の阿木譲の「ロック・マガジン」には創刊号から書いており、創刊号の巻末には編集長となっている。
「ロック・マガジン」創刊当時三田村は学生で、大阪の阿木譲のマンションに入り浸り、連日音楽業界のレクチャーがなされ、夜は阿木からジャーマン・ロックの手ほどきを受けたという。阿木とは口論をし、喧嘩別れを繰り返したが、その後も何度か「ロック・マガジン」には原稿を書いている。
学生時代の後、実家のある福井県武生市に閉じこもっていたが、ブート雑誌「GOLD WAX」編集長の中原文也の強い説得に負け、「ブリティッシュ・ロック列伝」の連載を始める。その間、「Burrn!」の酒井康からの依頼で、「炎」に書いたこともある。
「GOLD WAX」廃刊の後は、コレクター雑誌「beatleg」にてエッセイなどを書いている。
神戸の井上せみまーる主催の音楽誌「Rock Diving Magazine」にもセッション参加して毎号、原稿を寄せている。
一時は断っていたCDのライナー執筆も現在は引き受けており、仕事の合間に執筆している。

### レコードコレクターとして
福井に戻ってから、三田村はレコード・コレクターとして目覚め、廃盤レコードをロンドンから航空便で買い始めた。
VERTIGOやNEONなどはもちろん、70年代のブリティッシュ・ロックの高価な廃盤レコードはほとんど買い揃えている。
雑誌「ストレンジ・デイズ」も時折、コレクションの中からジャケットの写真提供を申し出てきている。

### ギタリストとして
ギタリストとしての三田村は、目だった活動はあまり見られない。マーシャルとフェンダー・ストラトを愛用。オレンジのアンプも使用することがある。

### 骨董コレクターとして
特に江戸期の瀬戸の石皿や馬の目皿のコレクターとして知られているが、書画掛け軸や古民芸関係のコレクションもある。石皿は愛知県瀬戸市の資料館で展示会をしたくらいのコレクションを有する。絵瀬戸に関する著書、掲載文も多い。
未公開だが、菊川英泉の浮世絵の秘蔵コレクションもある。

### その他のコレクション
白土三平、水木しげる、楳図かずお、手塚治虫などの漫画は、貸本時代からのものからほとんどが揃っている。荒俣宏関係本は高価な博物図譜まですべて所有（出典：「ブリティッシュ・ロック列伝」）。
地元 福井の画家 石上博雲の掛軸が約百本。珍石・奇石、鉱物、昆虫などの標本類（出典：「ブリティッシュ・ロック列伝」）。

### 小林麻美ファンとして
小林麻美のコレクションに関しては、オークションにてサインや台本、ポスターなどを買い集めている。

## 著書
- 『怪奇骨董音楽箱』（東京経済、1991年）
- 『福井県路上博物誌』（フェニックス出版、1993年）
- 『瀬戸絵皿の魔力』（里文出版、1995年）
- 『ブリティッシュ・ロック列伝』（ロック・ダイヴィング・マガジン、2008年）
- 『石皿で候』（里文出版、2008年）
- 『石皿屋敷』（里文出版、2011年）